# GAZ-TK
GAZ-TK (ros. ГАЗ-ТК) – radziecki samochód pancerny skonstruowany w połowie lat 30. XX wieku. Nieprodukowany seryjnie.
W pierwszej połowie lat 30. XX wieku na uzbrojenie RKKA trafiły lekkie samochody pancerne D-8, D-12 i FAI. Wszystkie one wykorzystywały podwozie samochodu GAZ-A. Eksploatacja tych pojazdów wykazała, że mają one szereg wad. Montaż ciężkiego nadwozia pancernego sprawił, że podwozie było przeciążone, a pojazdy miały słabe właściwości trakcyjne podczas jazdy poza drogami utwardzonymi. Niezbyt korzystny był także rozkład masy nadwozia na osie. Dlatego kontynuowano prace nad nowymi wzorami lekkich wozów pancernych. W ich efekcie w 1935 roku powstał prototyp samochodu BA-20. Wykorzystywał on podwozie samochodu GAZ-M1 i był konstrukcją doskonalszą od starszych wozów, ale podobnie jak one był pojazdem czterokołowym, z napędzaną tylną osią. Sprawiało to że także w nim tylna oś była bardziej obciążona od przedniej.
W tym samym 1935 roku powstał prototyp innego samochodu pancernego. Wykorzystywał on sześciokołowe podwozie samochodu GAZ-TK. Była to produkowana w krótkich seriach wersja samochodu GAZ-A z dodaną drugą tylną osią skonstruowaną przez Kurczewskiego. Dzięki dodatkowej osi możliwe było zwiększenie powierzchni platformy samochodu, zwiększyła się także masa użyteczna samochodu. Większość wyprodukowanych samochodów GAZ-TK została wykorzystana do budowy samobieżnych dział przeciwpancernych SU-4. Na jednym z podwozi GAZ-TK umieszczono wydłużone nadwozie pancerne z samochodu pancernego FAI. Zachowano uzbrojenie identyczne jak w starszym samochodzie pancernym, a dzięki zwiększonej przestrzeni wewnętrznej możliwe stało się zamocowane wewnątrz pojazdu radiostacji 71-TK-1.
Próby terenowe prototypu GAZ-TK wykazały, że ma on dużo lepsze właściwości terenowe niż FAI, ale do produkcji trafił czterokołowy BA-20. Decyzję taką podjęto ponieważ nie zdecydowano się na masową produkcję samochodów ciężarowych GAZ-TK preferując cięższe GAZ-AAA. Pomimo nie skierowania samochodu pancernego GAZ-TK do produkcji seryjnej doświadczenia zdobyte podczas jego rozwoju wykorzystano w 1937 roku podczas prac nad samochodem pancernym BA-21.